# Mokre-Kolonia

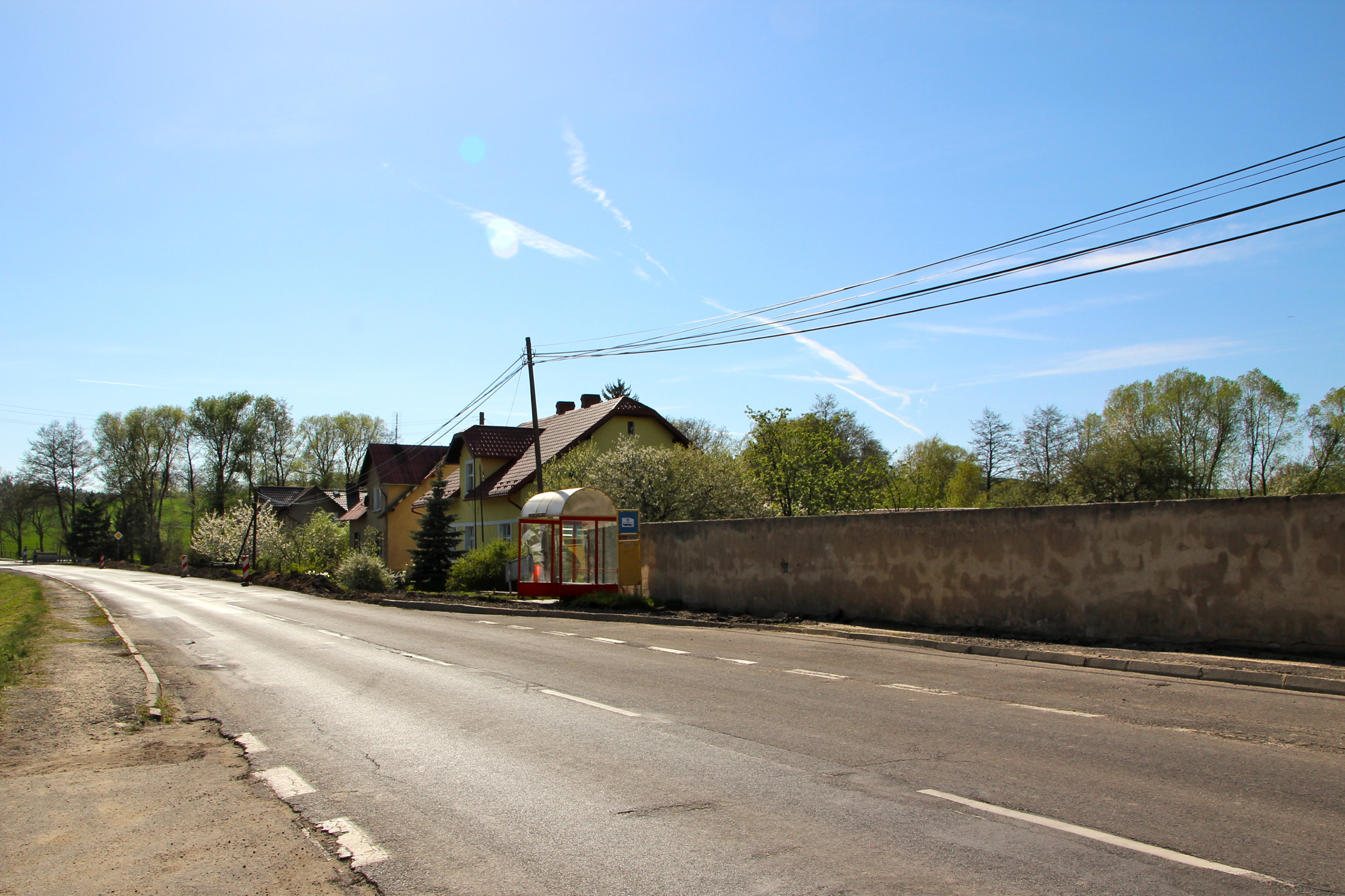
Mokre-Kolonia (2012)

Mokre-Kolonia (německy Mocker Kolonie) je ves v jižním Polsku, v Opolském vojvodství, v okrese Hlubčice, v gmině Hlubčice.

## Příroda
Ves se nachází v přírodním parku (polsky obszar chronionego krajobrazu) Rajón Mokre - Lewice. Vesnicí protéká Potok Mokry (též Radynka, česky Mohla), levý přítok řeky Opavice v Krnově.

## Doprava
Vesnicí prochází silnice 1. třídy č. 38 (DK38). Dříve byla ve vesnici železniční zastávka Mokre Kolonia (dříve Mokre Głubczyckie, německy Mocker nebo Bahnhof Mocker) na dnes již zrušené železniční trati č. 333 Krnov - Głubczyce.